# Sybil Smolova
Sybil Smolova fue una bailarina y actriz de cine checa-austríaca de la era del cine mudo.

## Filmografía seleccionada
- Werner Krafft (1916)
- Children of Darkness (1921)
- Gott, Mensch und Teufel (1924)
- Anna and Elizabeth (1933)